# Maynard (Iowa)
Maynard es una ciudad ubicada en el condado de Fayette en el estado estadounidense de Iowa. En el Censo de 2010 tenía una población de 518 habitantes y una densidad poblacional de 196,66 personas por km².

## Geografía
Maynard se encuentra ubicada en las coordenadas 42°46′27″N 91°52′41″O / 42.77417, -91.87806. Según la Oficina del Censo de los Estados Unidos, Maynard tiene una superficie total de 2.63 km², de la cual 2.57 km² corresponden a tierra firme y (2.46%) 0.06 km² es agua.

## Demografía
Según el censo de 2010, había 518 personas residiendo en Maynard. La densidad de población era de 196,66 hab./km². De los 518 habitantes, Maynard estaba compuesto por el 98.65% blancos, el 0.19% eran afroamericanos, el 0% eran amerindios, el 0% eran asiáticos, el 0% eran isleños del Pacífico, el 0.77% eran de otras razas y el 0.39% pertenecían a dos o más razas. Del total de la población el 2.51% eran hispanos o latinos de cualquier raza.